# Ischnomesus caribbicus
Ischnomesus caribbicus är en kräftdjursart. Ischnomesus caribbicus ingår i släktet Ischnomesus och familjen Ischnomesidae. Inga underarter finns listade i Catalogue of Life.